# Mateusz Stefanowski
Mateusz Stefanowski ps. Żywy, Maciek (ur. ok. 1896, zm. prawdopodobnie w sierpniu 1919 w Bobrujsku) – porucznik Wojska Polskiego, harcerz, komendant Polskiej Organizacji Wojskowej na Ruś.

## Życiorys
Jego matka miała na imię Stefania lub Janina, mieszkał w Mińsku, był harcerzem, drużynowym drużyny harcerskiej. W szkole średniej był członkiem Organizacji Młodzieży Narodowej i Związku Młodzieży Polskiej „Przyszłość” („Pet”). Przez pewien czas pracował jako nauczyciel szkół rosyjskich w Orenburgu.
Został następcą Wincentego Żmigrodzkiego na stanowisku komendanta mińskiego POW, dobierając sobie zastępców: por. Zdzisława Dąbrowskiego i Jadwigę Tejszerską ps. Dziunia, komendantkę oddziału żeńskiego POW. Do mińskiego POW, wciągnięta przez Jadwigę w lutym 1919 roku, wstąpiła m.in. Józefa Michałowska ps. Ziunia. Organizacja w Mińsku rozwinęła działalność pod jego kierownictwem pod koniec 1918 roku, po wejściu bolszewików do miasta. Wśród akcji mińskiego POW było m.in. zorganizowane przez „Żywego” i „Dziunię” uszkodzenie mostu pod Bobrujskiem, wysadzenie mostu pod Budsławiem. Komisariat milicji ludowej i telegraf były kontrolowane przez POW. Dzięki wysiłkom „Żywego” mińska POW stała się swoistą reprezentacją polskości, w której tamtejsza polonia znajdowała moralne wsparcie.
„Żywy” został komendantem Polskiej Organizacji Wojskowej na „Ruś” (podlegały mu m.in. Mińsk, Nowogródek i Witebsk). 30 maja 1919 „Żywy” udał się do Witebska, aby założyć tam placówkę POW. W Mińsku organizował kolejne oddziały partyzanckie (m.in. pod dowództwem kpt. Chłopeckiego „Trygera”, II Lotny Oddział POW pod komendą Antoniego Piotrowicza „Łysego”). Zorganizowany przez niego oddział partyzancki odnosił sukcesy w okolicach Kojdanowa.
W lipcu 1919 roku został aresztowany przez bolszewików i uwięziony w twierdzy w Bobrujsku. Mimo dramatycznych prób uwolnienia go z więzienia podejmowanych przez „Ziunię” został rozstrzelany.
W 1920 roku Koło Harcerzy Wojskowych w Mińsku przyjęło imię „Obywatela Żywego – Stefanowskiego”. Jedna z ulic Mińska w 1920 roku nosiła imię Mateusza Stefanowskiego. 

## Ordery i odznaczenia
- Krzyż Srebrny Orderu Wojskowego Virtuti Militari nr 7943 – pośmiertnie 17 maja 1922 roku za czyny w byłej POW na Wschodzie (KN III)[12]
- Krzyż Niepodległości z Mieczami – pośmiertnie 6 czerwca 1931 roku za pracę w dziele odzyskania niepodległości[13].